# Podocarpus totara
Podocarpus totara — вид хвойних рослин родини подокарпових.

## Опис

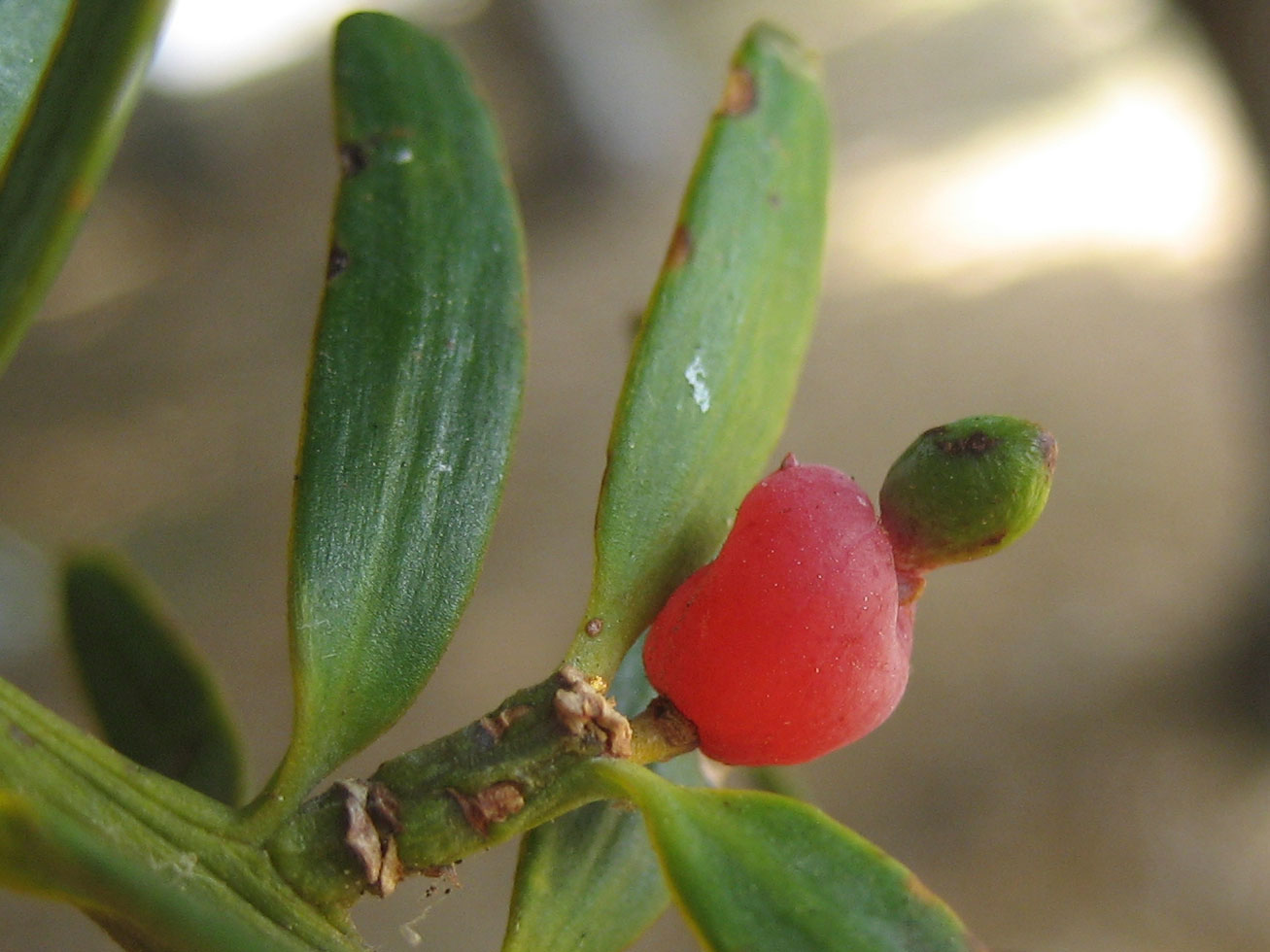

Повільно виростає до від середнього до великого розміру вічнозеленого дерева висотою 20-25 метрів (у виняткових випадках навіть 35 метрів) і діаметром до 200 см. Вид відомий своєю довговічністю і великим обхватом. Листки приблизно 2 см завдовжки, тупі від коричнюватого до темно-зеленого кольору, плоскі жорсткі і шкірясті; на неповнолітніх деревах бл. 2 см × 1-2 мм, на дорослих 1,5-3 см × 3-4 мм. Пилкові шишки довжиною 1-1,5 см, поодинокі або по 4 разом на коротких плодоніжках. Шишки складаються з 2—4 м'ясистих, ягодоподібних, червоних шкірястих злитих лусок, які несуть 1 або 2 великих насінин. Насіння майже кулясті, коли зрілий, або яйцеподібні-довгасті, довжиною 3-5 мм. Максимальний вік становить близько 800—1000 років і одне дерево, за оцінками, перевищує 1800 років.

## Поширення, екологія
Країни поширення: Нова Зеландія (Північ., Півден. о-ви). Знаходиться в лісах низовини, високогір'ях і в нижній частині субальпійської рослинної зони на висотах до 480 метрів, у виняткових випадках до 600 метрів. У незайманих лісів цей вид часто асоціюється з іншими хвойними, наприклад, Dacrycarpus dacrydioides, Dacrydium cupressinum, Prumnopitys ferruginea, Phyllocladus trichomanoides, і на Пн. О-ві Agathis australis. Покритонасінні також можуть бути загальними.

## Використання

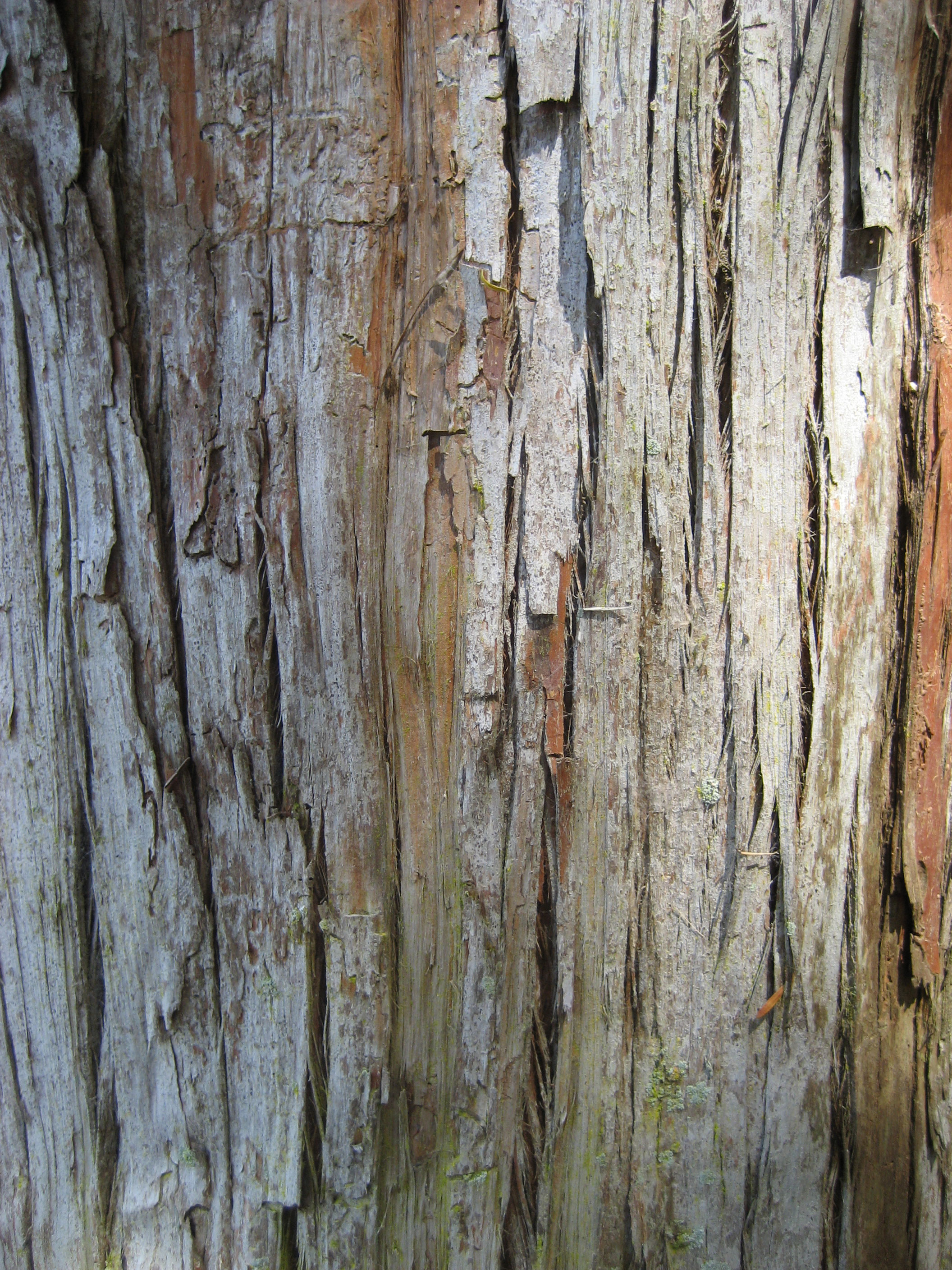

Деревина тверда, гнилестійка. Тому часто використовується для огородження, як основи для підлогового покриття і шпал.

## Загрози та охорона
У Новій Зеландії, недавнє законодавство дає захист для більшості з решти лісів і дерев, як в рамках заповідників і через юридичні заборони.